# ذخیره سازی حالت جامد
ذخیره‌سازی حالت جامد (SSS) یک نوع ذخیره‌سازی کامپیوتری غیر فرار است که هیچ قسمت متحرکی ندارد و فقط از مدارهای الکترونیکی استفاده می‌کند. این طراحی حالت جامد به‌طور چشمگیری با فناوری رقابتی معمول استفاده‌شده، یعنی ذخیره‌سازی مغناطیسی الکترومکانیکی که از رسانه‌های متحرک پوشیده شده با ماده مغناطیسی استفاده می‌کند، متفاوت است. به‌طور کلی، SSS بسیار سریع‌تر است اما برای همان مقدار ذخیره‌سازی، گران‌تر است.
دستگاه‌های SSS معمولاً از حافظه فلش استفاده می‌کنند، اما برخی از آن‌ها از حافظه دسترسی تصادفی (RAM) پشتیبانی‌شده توسط باتری استفاده می‌کنند. دستگاه‌ها در انواع مختلف، فرم فاکتورها، اندازه‌های ذخیره‌سازی و گزینه‌های رابط برای برآورده کردن نیازهای کاربردی بسیاری از سیستم‌های کامپیوتری و دستگاه‌ها موجود هستند.

## مرور کلی
در گذشته، ذخیره‌سازی ثانویه سیستم‌های کامپیوتری به منظور استفاده از خواص مغناطیسی پوشش‌های سطحی که به دیسک‌های چرخان (در دیسک‌های سخت و فلاپی دیسک‌ها) یا نوارهای پلاستیکی متحرک به‌صورت خطی (در نوار گردان) اعمال می‌شد، پیاده‌سازی شده است. جفت شدن چنین رسانه‌های مغناطیسی با هدهای خواندن/نوشتن، به داده‌ها این امکان را می‌دهد که با مغناطیسی کردن جداگانه بخش‌های کوچک از پوشش فرومغناطیسی نوشته شود و بعدا با تشخیص انتقال در مغناطیسی کردن، خوانده شود. برای خواندن یا نوشتن داده‌ها، بخش‌های دقیقی از رسانه‌های مغناطیسی باید از زیر هدهای خواندن/نوشتن که نزدیک به سطح رسانه حرکت می‌کنند، عبور کنند؛ در نتیجه، خواندن یا نوشتن داده‌ها تأخیرهایی را تحمیل می‌کند که برای موقعیت‌یابی رسانه‌های مغناطیسی و هدها لازم است، و این تأخیرها بسته به فناوری مورد استفاده متفاوت است.

تصویری از پدیده تقویت نوشتن در دستگاه های ذخیره سازی مبتنی بر فلش

در طول زمان، پیشرفت در سرعت واحد پردازش مرکزی (CPU)، نوآوری در فناوری ذخیره‌سازی ثانویه را به همراه داشته است.  یکی از این نوآوری‌ها، حافظه فلش است که یک رسانه ذخیره‌سازی غیر فرار است و می‌تواند به‌صورت الکتریکی پاک و دوباره برنامه‌ریزی شود.
ذخیره‌سازی حالت جامد به‌طور معمول از نوع NAND حافظه فلش استفاده می‌کند که می‌تواند به بخش‌های کوچکتر از کل ظرفیت دستگاه دسترسی داشته باشد. اندازه حداقلی بخش (صفحه) برای عملیات خواندن بسیار کوچکتر از اندازه حداقلی بخش (بلوک) برای عملیات نوشتن/پاک کردن است که منجر به پدیده نامطلوبی به نام تقویت نوشتن می‌شود که عملکرد نوشتن تصادفی و دوام نوشتن دستگاه ذخیره‌سازی مبتنی بر فلش را محدود می‌کند.
برخی از دستگاه‌های ذخیره‌سازی حالت جامد از حافظه (فرار) RAM و یک باتری استفاده می‌کنند که تا زمانی که باتری به تامین برق ادامه دهد، محتوای RAM را بدون توان سیستم حفظ می‌کند. ذخیره‌سازی مبتنی بر فلش با محدودیت باتری مواجه نیست، اما ذخیره‌سازی پشتیبانی‌شده توسط RAM سریع‌تر است و تقویت نوشتن را تجربه نمی‌کند.